# ホグバック屋根付橋
ホグバック屋根付橋（ホグバックやねつきばし、英語: Hogback Covered Bridge）はアイオワ州マディソン郡ウィンターセットにある歴史的な屋根付橋。近くにある石灰岩の尾根にちなんで名付けられ、1884年にHarvey P. Jones と George K. Fosterにより建設された。32mの橋はトラス構造で作られたトラス橋である。ホグバック屋根付橋はもともとマディソン郡にある19の屋根付き橋の1つであった。マディソン郡には現在6つの屋根付き橋が残っている。 1992年に118,810ドルの費用をかけて修復された。1976年に国家歴史登録財に追加された。